# Gqom
Gqom ist ein elektronisches Tanzmusik-genre und Subgenre des House, das Anfang der 2010er Jahre in Durban, Südafrika, entstand. Es wurde maßgeblich von Musikproduzenten wie Naked Boyz, Sbucardo, DJ Lag, Rudeboyz, Nasty Boyz, Griffit Vigo, Distruction Boyz, Menzi Shabane und Citizen Boy geprägt.
Gqom zeichnet sich durch sich wiederholende, minimalistische Beat-Patterns aus. Der Begriff "Gqom" leitet sich von einer onomatopoetischen Kombination von Klicklauten in der Bantusprache IsiZulu ab, die das Schlagen einer Trommel nachahmen. Der Stil wird auch als „GQOM“ stilisiert geschrieben und kann weitere Varianten wie "Gqom tech", "Qgom", "Igqom", "Gqomu" und "3-Step" umfassen. Eine andere Bezeichnung dafür wird mit „Sghubu“ angegeben, was aus dem Zulu direkt mit "Trommel" übersetzt wird. In Südafrika wird "Sghubu" sowohl verwendet, um das Genre house als auch das Schlaginstrument im Allgemeinen zu beschreiben, während "3-Step" ein Subgenre innerhalb des Gqom ist.
Gqom beinhaltet auch einen starken Bass und integriert Einflüsse aus Techno, Kwaito, Afrohouse, Breakbeat und Broken beat. Der Musikstil wird vor allem wegen seines düsteren und hypnotischen Club-Sounds geschätzt. Im Gegensatz zu anderen House-Musikrichtungen verwendet Gqom nicht primär das typische Vier-Auf-Dem-Boden-Rhythmusmuster. Häufig drehen sich die lyrischen Themen um das Nachtleben, und oft werden einzelne Sätze oder Zeilen im Song vielfach wiederholt. Gqom wurde von einer jungen Generation technisch versierter DJs entwickelt, die ihre Musik selbstständig mit Software wie FL Studio produzieren und häufig über Filesharing-Plattformen verbreiten.

## Herkunft
Gqom entstand zu Beginn der 2010er Jahre unter dem Einfluss verschiedener Faktoren. Künstler wie Naked Boyz erlangten Bekanntheit durch ihren Track "Ithoyizi", der auf der Compilation von DJ Cndo, einem Künstler von Afrotainment, veröffentlicht wurde. Produzenten wie Blaq Soul und Culoe de Song waren dem Tribalhouse zugeneigt und experimentierten mit verschiedenen Beat-Formationen. In einigen Nachtclubs in Durban wurden frühes Gqom und Tribalhouse nahtlos in DJ-Sets kombiniert. In anderen Regionen Südafrikas, wie Pretoria (bekannt für Bacardi House) und der Eastern Cape (Isjokojoko), prägten Künstler wie DJ Spoko, Machance, DJ Mujava, DJ Mthura und DJ Soso sowie Sgxumseni (zugeschrieben DJ Clock und DJ Gukwa) die Szene dieser Ära maßgeblich.

## 3-Step
3-Step ist ein Unterstil von Gqom, der sich vor allem durch einen "Dreischritt-Rhythmus Oder -Beat" auszeichnet. Dieses Genre entstand etwa zwischen Mitte der 2010er und Anfang der 2020er Jahre. Die "3-Step-Musik" wurde von etablierten Gqom-Pionieren wie Sbucardo, Citizen Boy, DJ Lag und Menzi Shabane eingeführt und populär gemacht. Triple Metre, auch bekannt als Dreiertakt oder Amerikanisches Triple-Meter, ist eine musikalische Taktart, die sich durch die primäre Unterteilung von drei Schlägen pro Takt auszeichnet. Dies wird üblicherweise durch eine 3 (für einfache) oder eine 9 (für zusammengesetzte Takte) in der oberen Ziffer der Taktangabe angezeigt, wobei Taktarten wie 3/4, 3/8 und 9/8 am häufigsten vorkommen. In der 3-Step-Musik werden die Beats oft in Dreiergruppen organisiert, was einen charakteristischen Dreiertakt in der Musik oder im Song ergibt.

## Alternative Formen des Gqom
Im Jahr 2018 teilten die Rudeboyz dem früheren leitenden Redakteur von IOL, Buhle Mbonambi, mit, dass sie gelegentlich Gqom mit verschiedenen anderen Genres wie Hip-hop und Pop kombinieren.
Im Jahr 2019 setzte DJ Tira in seinem selbstproduzierten Album "Ikhenani" (was "Canaan" bedeutet) auf eine Vielfalt von Genres wie Gqom, Maskandi, Gospel, Amapiano, Trap und Hip-hop.
Im Song "Baita Jou Sabela" kombinierten das Zef-Rap-Rave-Duo Die Antwoord und der Rapper Slagysta Afrikaans, Englisch und Sabela in ihrem Rap-Gesangsstil.
Die Sängerin Tyla, bekannt für R&B, Pop und Amapiano, kollaborierte mit DJ Lag und Kooldrink für den Song "Overdue". Dieser Track vereinte Elemente aus Gqom und Popiano.

## Internationale Gqom-musik und Künstler
Gqom findet zunehmend weltweite Anerkennung und wird von Künstlern aus verschiedenen Ländern adaptiert und interpretiert. Besonders in Großbritannien zeigt sich ein starkes Interesse an Gqom, insbesondere durch Künstler wie Kode9 (bürgerlich Steve Goodman), Mitbegründer des Labels Hyperdub. Hyperdub und andere britische Plattenlabels wie Gqom Oh! und Goon Club All Stars haben Musik von Durbaner Gqom-Pionieren und Produzenten wie Mafia Boyz, Dominowe, und DJ Lag veröffentlicht.
Auch außerhalb Großbritanniens hat Gqom Einfluss auf die Musikszene. Zum Beispiel arbeitete das elektronische Duo Coldcut mit Südafrikanischen Musikern zusammen, um das Album "Keleketla!" zu produzieren, das Elemente aus Gqom mit Afrobeat und Jazz vereint.
In Japan hat DJ und Produzent KΣITO eine Gqom-Szene initiiert und das Label USI KUVO gegründet, das Werke von Durbaner Gqom-Künstlern wie den Loktion Boyz veröffentlicht. In Frankreich hat Teki Latex mit anderen Produzenten den "Bérite Club" eingeführt, der Gqom mit anderen Musikstilen kombiniert.
Auch in anderen Ländern wie den Vereinigten Staaten, in Brasilien, Südkorea, Mexiko und Nigeria ist Gqom präsent und wird in verschiedenen kulturellen und musikalischen Kontexten adaptiert und neu interpretiert.